# Копистинский, Теофил Дорофеевич
Теофил Дорофеевич Копистинский (укр. Теофіл Дорофійович Копистинський; 15 апреля 1844, Перемышль, Королевство Галиции и Лодомерии, Австрийская империя — 5 июля 1916, Лемберг, Австро-Венгрия) — украинский художник-реалист, портретист, иллюстратор, реставратор.

## Биография

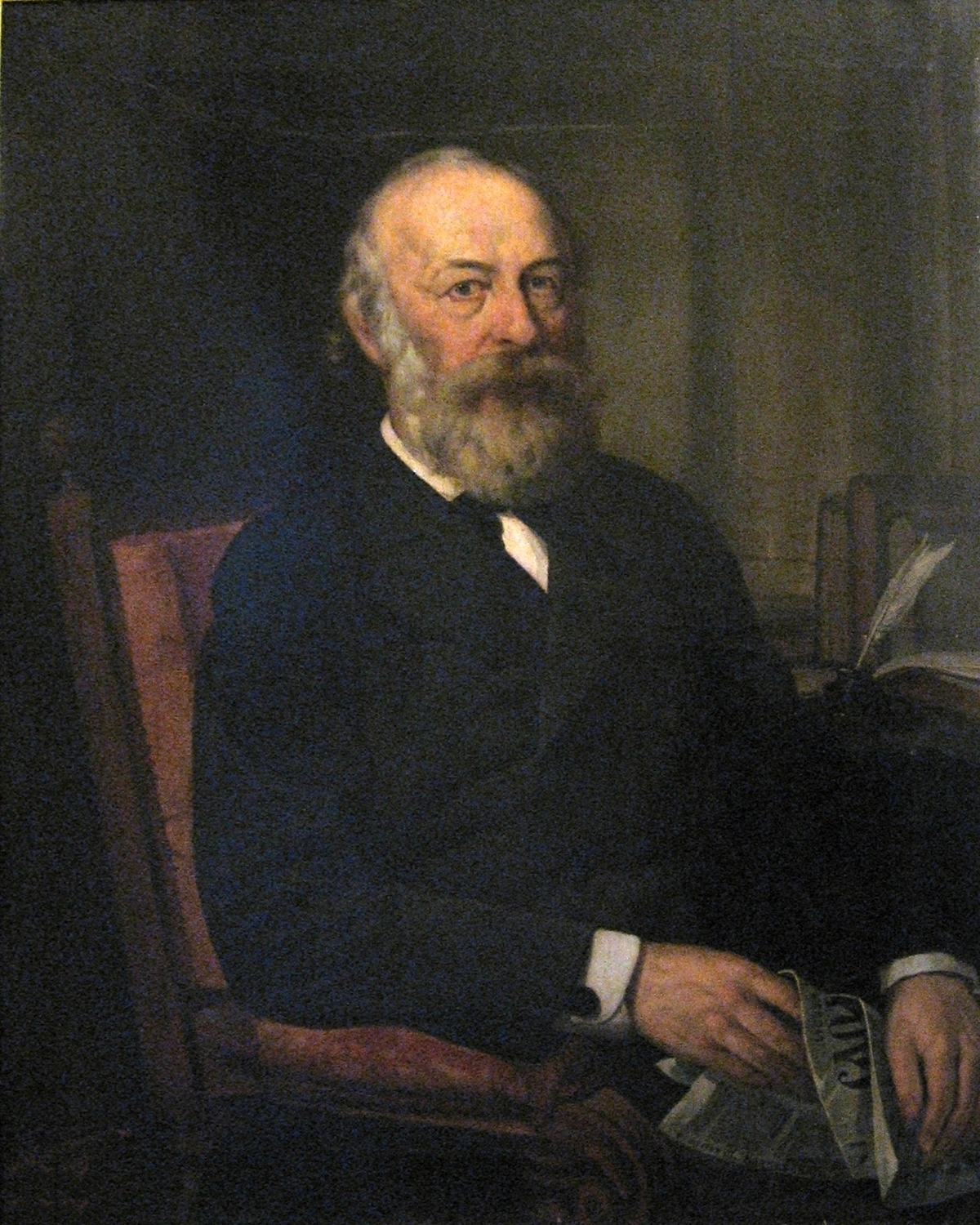
Портрет Богдана Дедицкого (1889)

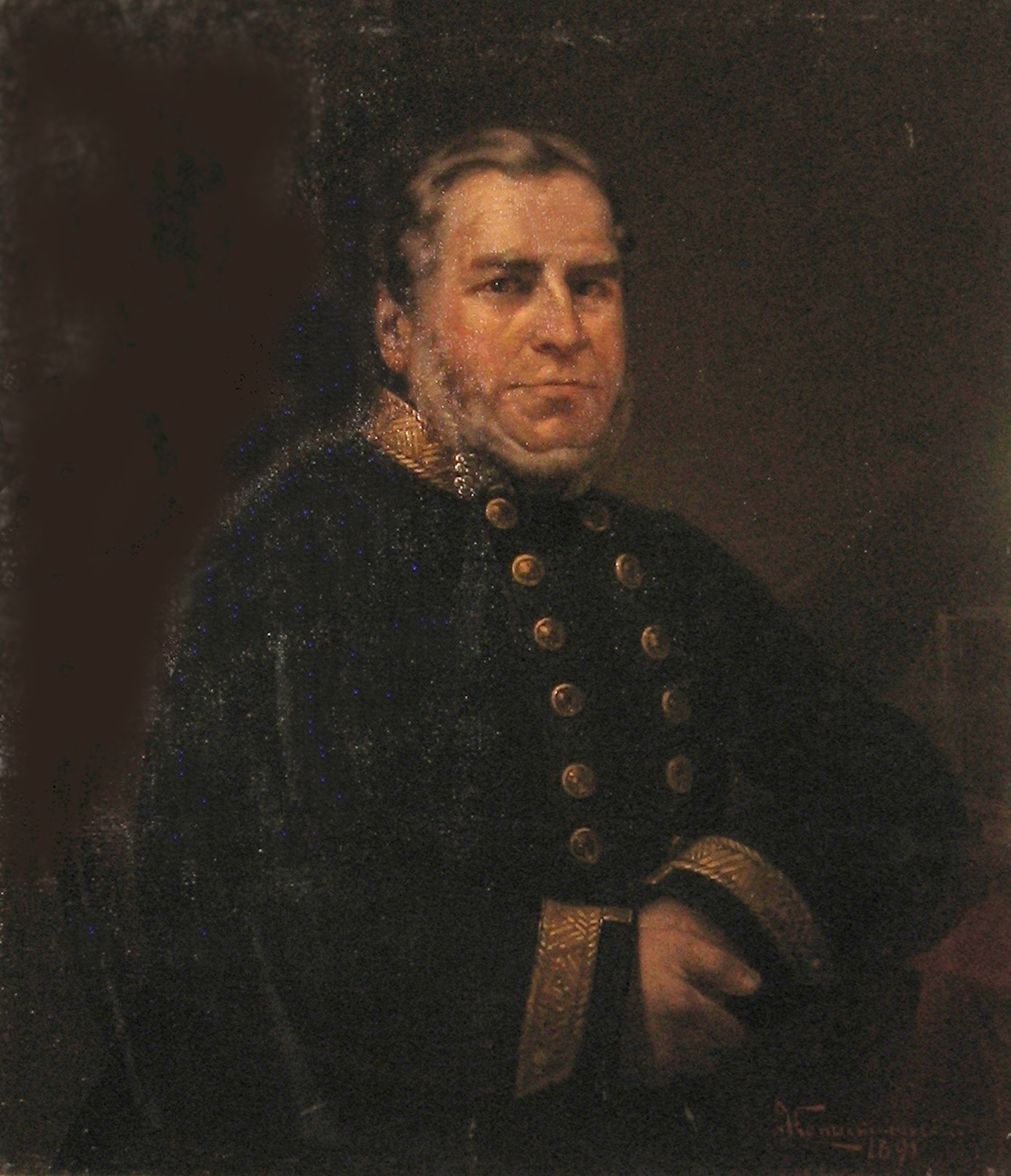
Портрет Качковский, Михаил Алексеевич

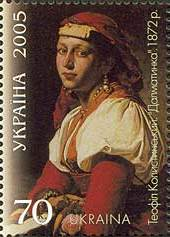
«Далматинка» на почтовой марке Украины 2005 г.

В 1868—1871 годах обучался живописи в Краковской школе изящных искусств. Ученик В. Дембовского и В. Лущкевича. В 1872 году продолжил учёбу в Венской академии изобразительных искусств. С 1873 года жил во Львове, был преподавателем рисования украинской академической гимназии (1873—1881) и женской школы сестер Василианок, иллюстрировал журнал «Дзвінок».
С 1870 года участвовал в художественных выставках общества поклонников изящных искусств.
Умер во Львове.

## Избранные работы
- серия «Деятели украинской культуры» (1867—1890-е гг.)

Живопись 
- «Вид Перемышля» (1870),
- «Подольские евреи»,
- «Частушки»,
- «Слепой с поводырём»,
- «Курная хата» (все — 1871),
- «Погорельцы» (1873),
- «В крестьянской избе» (1876),
- «Украинские девушки»,
- «Олекса Довбуш»,
- «Вдова» (все — 1884),
- «Ночной пейзаж» (1886),
- «Притча о Лазаре» (1891),
- «Христос в темнице»
- «Гуцул»
- «Гуцулка» (все — 1900),
- «Суд XX века» (1913),
- «Сон русалки (Аллегория возрождения Украины)» (1914);

Портреты 
- «Старец»,
- «Женский портрет» (оба — 1870),
- «Автопортрет» (1870; 1872),
- «Далматинка» (1872),
- «Женщина в гуцульской одежде» (1884)

Иконы для церквей Львовщины 
- «Рождество Богородицы» (1897, церковь в пгт. Щирец),
- "Воздвижение св. Креста "(церковь в с. Стенятине),
- иконы для церкви Благовещения в Коломые (1876)) и др.

Известен своими реставрационными работами в костёле бернардинцев в Лежайске (1896), Кафедральном костёле на Вавеле, костёле доминиканцев и Мариацком костёле в Кракове (1897—1898), в костёле и монастыре бернардинцев (1883), костёлах Марии Снежной и Св. Мартина (1886) во Львове. Кроме того Т. Копистинского разработал и предложил методику реставрации фрески «Тайная вечеря» Леонардо да Винчи в Милане.
Выполнил иллюстрации к поэме «Лис Микита» И. Франко (журнал «Дзвінок», 1890, Львов), «Дон Кихот» Сервантеса в переводе И. Франко (журнал «Дзвінок», 1891, Львов) «Истории Украины-Руси» Н. Аркаса (Краков, 1912); автор ряда карикатур для журналов «Зеркало» и «Страхопудъ» (1880—1890).
Ранние произведения выполнены под влиянием академического искусства.
Работы художника хранятся во Львове (Национальный музей во Львове имени Андрея Шептицкого, Львовский исторический музей, Музей истории религии).

## Память
- Именем художника названа улица во Львове.